# حسين العزاني
حسين عبد الله حسين العزاني (مواليد 1 يناير 1998) هو مصارع يمني يقاتل في كلا الأسلوبين. احرز المركز 24 في بطولة العالم للمصارعة 2021 والمركز السادس عشر في دورة الألعاب الآسيوية 2018. وحل ثالثا في البطولة العربية 2018.